# Liste der Baudenkmäler in Gaimersheim
Auf dieser Seite sind die Baudenkmäler in dem oberbayerischen Markt Gaimersheim zusammengestellt. Diese Tabelle ist eine Teilliste der Liste der Baudenkmäler in Bayern. Grundlage ist die Bayerische Denkmalliste, die auf Basis des Bayerischen Denkmalschutzgesetzes vom 1. Oktober 1973 erstmals erstellt wurde und seither durch das Bayerische Landesamt für Denkmalpflege geführt wird. Die folgenden Angaben ersetzen nicht die rechtsverbindliche Auskunft der Denkmalschutzbehörde.
 Die Liste gibt den Fortschreibungsstand vom 31. Mai 2018 wieder und umfasst 21 Baudenkmäler.

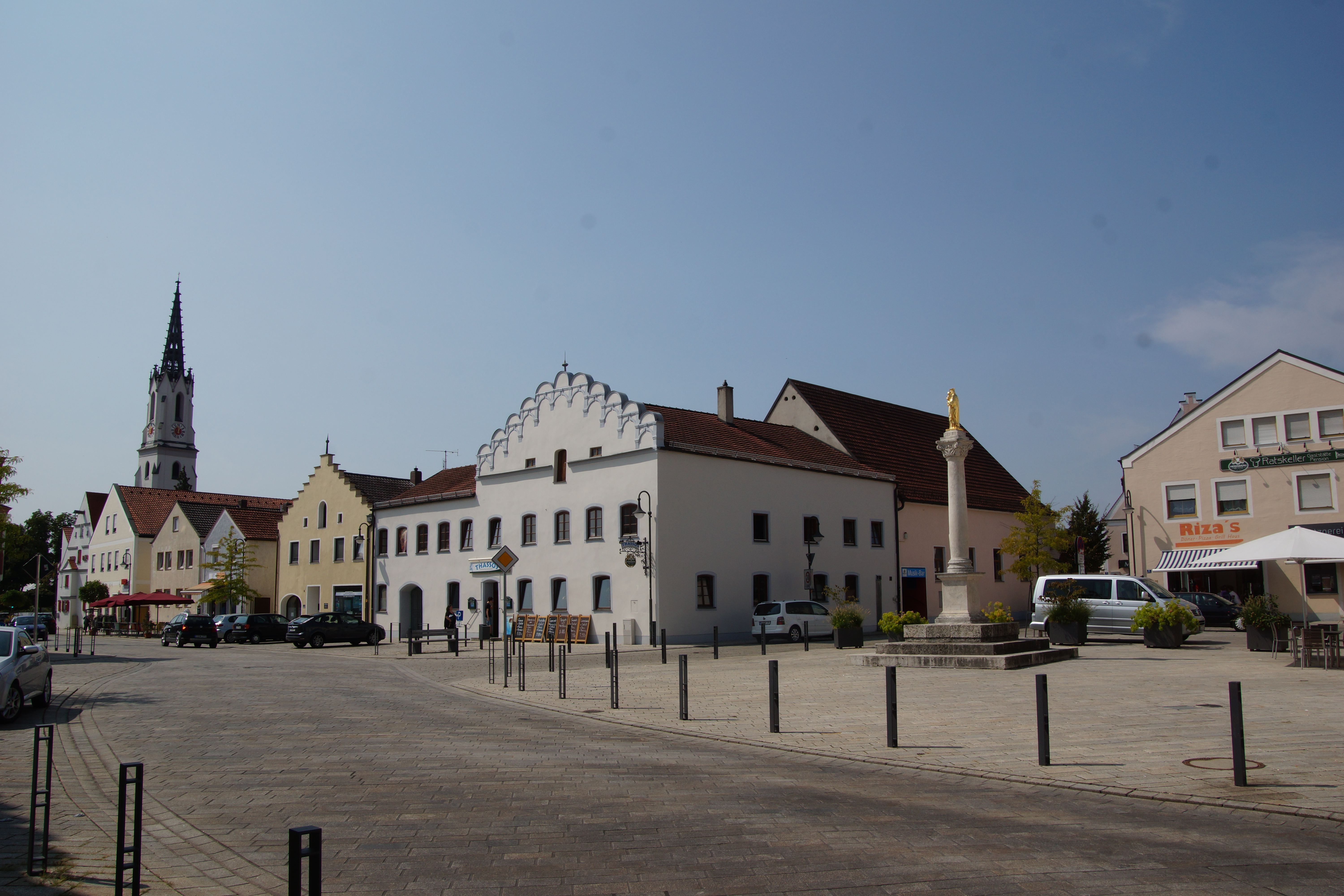
Untere Marktstraße in Gaimersheim

## Ensembles

### Ensemble Marktplatz/Untere Marktstraße
Der Marktplatz und die breite Untere Hauptstraße bis zur katholischen Pfarrkirche im Süden bilden den historischen Kern des 908
zuerst erwähnten, zwischen 1247 und 1308 mit Marktrechten ausgestatteten, ehemals befestigten und mit drei Toren versehenen Ortes, der zunächst unter der Herrschaft des Klosters Geisenfeld, dann der bayerischen Herzöge stand. 
Der großzügige, in der Anlage spätmittelalterliche Marktplatz hat rechteckige Form. Sein Charakter wird durch die Fassaden bürgerlicher Giebelhäuser des 17. bis 19. Jahrhunderts bestimmt, welche die Platzwände bilden. Der repräsentative Staffelgiebelbau des Renaissance-Rathauses beherrscht den Platz, die Fassadenbemalung – Fürstenbildnisse und Wappen – bezeugt die bayerische Herrschaft, unter der Gaimersheim seit 1305 stand. Die übrigen Bauten, Gasthäuser und Handwerkerhäuser, zeigen den Typ des verputzten, breiten Giebelhauses des 17./18. Jahrhunderts im mittleren Donautal und den Typ des flachgiebeligen, blockhaften Altmühljurahauses. Häufig treten reiche Giebelbildungen auf. 
Die Untere Hauptstraße, gleichfalls mit Steilgiebel- und Jura-Häusern des 17. bis 19. Jahrhundert bebaut und von Süden in den Marktplatz hineinführend, zeigt trotz einiger Neubauten noch den historischen ackerbürgerlich-bäuerlichen Charakter der Marktgemeinde an den Hofeinfahrten, Hofmauern und Städeln. Im Süden begrenzt der stattliche Bau der neugotischen, auf spätgotischer Grundlage errichteten Pfarrkirche das Ensemble; ihr Turm ragt in den Marktbereich hinein.
Aktennummer: E-1-76-126-1

## Baudenkmäler nach Gemeindeteilen

### Gaimersheim
| Lage | Objekt                                       | Beschreibung | Akten-Nr.              | Bild                                         |
| --- | -------------------------------------------- | --- | ---------------------- | -------------------------------------------- |
| Am Wallgraben 1 (Standort)                                                                                          | Katholische Wallfahrtskapelle St. Maria      | Kleiner Saalbau mit Satteldach, Glockenturm, neogotische Fassendgliederung mit Rosette, 1842, erweitert 1901; mit Ausstattung. | D-1-76-126-1 Wikidata  | weitere Bilder                               |
| Ettinger Straße 37 (Standort)                                                                                       | Katholische Friedhofskirche St. Nikolaus     | Saalbau mit Steilgiebeldach, Chor gotisch, um 1400, Langhaus 1687, erweitert 1854; mit Ausstattung; mit Friedhofsmauer, 18./19. Jahrhundert. | D-1-76-126-2 Wikidata  | BW                                           |
| Im Feld an der Ortsgrenze Ingolstadt Richtung Gaimersheim gegenüber dem Industriegebiet Untere Haidäcker (Standort) | Grenzstein                                   | Mit fürstbischöflichem Wappen, bezeichnet mit dem Jahr 1615. | D-1-76-126-5 Wikidata  | BW                                           |
| Hotterweg 2 (Standort)                                                                                              | Wappentafel                                  | Bezeichnet mit dem Jahr 1613. | D-1-76-126-3 Wikidata  | BW                                           |
| Huberbräugasse 1; Marktplatz 5 (Standort)                                                                           | Brauereigasthaus                             | Zwei zweigeschossige Giebelhäuser mit Vorschussgiebeln in Fingerform, vor flachgeneigten Dächern, Putzgliederung, 16./17. Jahrhundert. | D-1-76-126-9 Wikidata  | Brauereigasthaus                             |
| Marktplatz (Standort)                                                                                               | Mariensäule                                  | 1877, auf der Mitte des Marktplatzes. | D-1-76-126-10 Wikidata | Mariensäule                                  |
| Marktplatz 3 (Standort)                                                                                             | Rathaus                                      | Zweigeschossiger Staffelgiebelbau, mit in den Giebel eingestelltem Uhrturm, Mittelerker und reicher Bemalung, 16. Jahrhundert; mit historischer Ausstattung.                                                                                           | D-1-76-126-7 Wikidata  | weitere Bilder                               |
| Obere Marktstraße 12 (Standort)                                                                                     | Gasthaus, ehemaliges Bräuhaus                | Zweigeschossiger Giebelbau mit geschwungenem Barockgiebel und Aufzugsluken, 18. Jahrhundert, siebenachsiger Traufseitflügel mit Walmdach und Hofdurchfahrt, 19. Jahrhundert, Putzrustizierung der gesamten Anlage, zweite Hälfte 19. Jahrhundert.      | D-1-76-126-12 Wikidata | BW                                           |
| Pebenhauserstraße 2 (Standort)                                                                                      | Ehemaliges Jurabauernhaus, jetzt Marktmuseum | Zweigeschossiger Massivbau mit Kniestock, Legschieferdach, gewölbten Räumen im Erdgeschoss, barocke Putzgliederung, im Kern wohl Mitte 16. Jahrhundert, Dachwerk 1536 (dendrochronologisch bestimmt).                                                  | D-1-76-126-30 Wikidata | Ehemaliges Jurabauernhaus, jetzt Marktmuseum |
| Untere Marktstraße 1 (Standort)                                                                                     | Alte Hofstatt                                | Zweigeschossiger Schweifgiebelbau mit Eckerker, 16. Jahrhundert; zugehörig erdgeschossiger Steilgiebelbau zur Huberbräugasse, 17./18. Jahrhundert. | D-1-76-126-13 Wikidata | Alte Hofstatt                                |
| Untere Marktstraße 2 (Standort)                                                                                     | Gasthaus                                     | Zweigeschossiger Giebelbau mit fingerförmigen Aufsätzen und traufseitigen Flügel, 17./18. Jahrhundert, im Kern wohl älter, Fassadengliederung zweite Hälfte 19. Jahrhundert.                                                                           | D-1-76-126-14 Wikidata | Gasthaus                                     |
| Untere Marktstraße 7 (Standort)                                                                                     | Wohnhaus                                     | Zweigeschossig, mit getrepptem Vorschussgiebel, um 1800. | D-1-76-126-16 Wikidata | BW                                           |
| Untere Marktstraße 12 (Standort)                                                                                    | Ehemaliges Ackerbürgerhaus                   | Zweigeschossiger Steilgiebelbau mit Aufzugsluken, Steherker und vertikaler Putzgliederung, 17. Jahrhundert. | D-1-76-126-19 Wikidata | weitere Bilder                               |
| Untere Marktstraße 22; Untere Marktstraße 26 (Standort)                                                             | Katholische Pfarrkirche Mariä Himmelfahrt    | Neugotische Hallenkirche mit Satteldach, Turmunterbau und Chor des Vorgängerbaus von 1488 in den Neubau von 1860 integriert, von Mathias Berger, gusseiserner Turmhelm um 1854; mit Ausstattung; südliche Kirchhofmauer, erste Hälfte 18. Jahrhundert. | D-1-76-126-21 Wikidata | weitere Bilder                               |
| Wintergasse 3 (Standort)                                                                                            | Bürgerhaus                                   | Zweigeschossiger Massivbau mit Steilgiebel, Putzgliederungen, 18. Jahrhundert. | D-1-76-126-22 Wikidata | Bürgerhaus                                   |

### Lippertshofen
| Lage                                                                            | Objekt                             | Beschreibung | Akten-Nr.              | Bild           |
| ------------------------------------------------------------------------------- | ---------------------------------- | --- | ---------------------- | -------------- |
| Östlich vom Grenzacker ()                                                       | Steinkreuz                         | Mittelalterlich. Nicht nachqualifiziert, im Bayerischen Denkmal-Atlas nicht kartiert. | D-1-76-126-28          |                |
| Kirchplatz 3; Kirchplatz (Standort)                                             | Katholische Filialkirche St. Georg | Saalbau mit Steildach, barocker Neubau nach Plan von Domenico Salle, 1772, Dachreiter Ende 19. Jahrhundert; mit Ausstattung; Friedhofsmauer mit Tor, 18./19. Jahrhundert; westliche Friedhofsmauer mit eingemauertem Fragment eines Epitaphs, wohl 17. Jahrhundert. | D-1-76-126-23 Wikidata | weitere Bilder |
| An der Straße Böhmfeld – Gaimersheim bei der Pappelallee, östlich der Straße () | Grenzstein                         | Mit fürstbischöflichem Wappen, bezeichnet mit dem Jahr 1615. Nicht nachqualifiziert, im Bayerischen Denkmal-Atlas nicht kartiert. | D-1-76-126-25 Wikidata |                |
| Nähe Wettstettener Straße (Standort)                                            | Grenzstein                         | Mit fürstbischöflichem Wappen, außerhalb des Ortes, nördlich an der Straße von Lippertshofen nach Gaimersheim, bezeichnet mit dem Jahr 1615. | D-1-76-126-24 Wikidata | BW             |

### Rackertshofen
| Lage                            | Objekt  | Beschreibung                                         | Akten-Nr.              | Bild |
| ------------------------------- | ------- | ---------------------------------------------------- | ---------------------- | ---- |
| Am Wettstettener Weg (Standort) | Kapelle | Kleiner Saalbau mit Steildach, Putzgliederung, 1818. | D-1-76-126-29 Wikidata | BW   |

## Ehemalige Baudenkmäler
In diesem Abschnitt sind Objekte aufgeführt, die früher einmal in der Denkmalliste eingetragen waren, jetzt aber nicht mehr. Objekte, die in anderem Zusammenhang also z. B. als Teil eines Baudenkmals weiter eingetragen sind, sollen hier nicht aufgeführt werden. Aktennummern in diesem Abschnitt sind ehemalige, jetzt nicht mehr gültige Aktennummern.

| Lage          | Objekt     | Beschreibung                          | Akten-Nr.              | Bild |
| ------------- | ---------- | ------------------------------------- | ---------------------- | ---- |
| Reitenhart () | Steinkreuz | Mittelalterlich, südlich des Erdhofs. | D-1-76-126-26 Wikidata |      |